# Ахен
Ахен (лат. Aquisgranum) град је у немачкој савезној држави Северна Рајна-Вестфалија, на граници са Холандијом и Белгијом, 65 km западно од Келна. Ахен је најзападнији град Немачке. Са 249.000 становника, Ахен је 13-ти највећи град у Северној Рајни-Вестфалији, и 28-и највећи град у целој Немачкој.
Кроз град протиче река Вурм, а заједно са Менхенгладбахом, Ахен је једини већи немачки град у сливу Мезе. Ахен је седиште градске области Ахен.
Са RWTH Aachen (Рајнско-Вестфалијским Техничким Универзитетом), Ахен има један од највећих и најтрадиционалнијих техничких универзитета у Европи поред других универзитета. Симбол града, Ахенска катедрала, потиче из Палатинске капеле Ахенског краљевског палатината коју је основао Карло Велики, а која се сматра ремек-делом каролиншке архитектуре. Катедрала је 1978. године уврштена на Унескову листу светске баштине као први немачки и други споменик културе у свету. Град је епископско седиште епархије Ахен и место одржавања годишњег коњичког турнира CHIO Aachen. Штавише, то је важна локација за немачку кондиторску индустрију

## Историја
Населили су га Римљани у 1. веку нове ере. На месту античког насеља Карло Велики је саградио двор и катедралу (по узору на равенску базилику Сан Витале) око 800. године. У њој се крунисао његов син Лудвиг I Побожни 813, као и скоро сви цареви Римско-немачког царства до 1513. Био је центар каролиншке културе и други град по величини у царству Карла Великог. После норманских пустошења 881. град је обновљен 983. Цар Фридрих I га је опасао чврстим зидинама, које је још појачао Фридрих II 1215. У време верских ратова у 16. веку град је страдао и почео да губи свој значај и привилегије, а посебно када су немачки владари изабрали Франкфурт на Мајни као крунидбени град. Од 1801. припао је Француској, а 1815. Пруској. У Другом светском рату, као важно упориште на прилазу Руру у дуготрајним и тешким борбама, био је готово потпуно разрушен.

## Географија
Град се налази на надморској висини од 173 метра. Површина општине износи 160,8 km². У самом граду је, према процени из 2010. године, живело 259.269 становника. Просечна густина насељености износи 1.612 становника/km². Једно је од 10 општинских средишта округа Регион Ахен. Поседује регионалну шифру (AGS) 5334002, NUTS (DEA21) и LOCODE (DE AAH) код.
У околини има угља и руда гвожђа, бакра и олова. Познат је по индустрији машина, вагона, сапуна, стакла. Поред катедрале Карла Великог, у којој је и сахрањен, ту је и готска већница из XIV. века, музеји и позната бања са термалним сумпорним изворима.
Ахенски Универзитет (RWTH Aachen), основан 1870, један је од водећих европских универзитета технике, посебно за електротехнику и машинство, али и за информатику и физику. Универзитетска клиника Ахен је највећа европска клиника у једној згради. Велики број софтверских и рачунарских компанија развило се у околини Ахена.
Катедрала у Ахену је од 1978. на листи Светске баштине.

## Међународна сарадња
| Мјесто              | Држава                 | Врста сарадње | Од    |
| ------------------- | ---------------------- | ------------- | ----- |
| Кострома            | Русија                 | партнерство   | 2005. |
| Округ Арлингтон     | САД                    | партнерство   | 1993. |
| Нингбо              | Кина                   | партнерство   | 1986. |
| Халифакс/Колдердејл | Уједињено Краљевство   | партнерство   | 1979. |
| Ремс                | Француска              | партнерство   | 1967. |
|                     | Француска              | пријатељство  | 1960. |
| Толедо              | Шпанија                | партнерство   | 1985. |
| Кејптаун            | Јужноафричка Република | партнерство   | 2005. |
| Извор               |                        |               |       |